# Yea, yea, yea
Yea Yea Yea er en sang af Eddie Meduza. Sangen kan findes på singlen med samme navn og albummet Eddie Meduza & Roarin' Cadillacs fra 1979.
I en uofficiel afstemning fra sommeren 2002 om Eddie Meduzas 100 bedste sange endte "Yea Yea Yea" på seksogtyvede plads.

## Musik
Sangen er i A-dur, men besøges også af den paralleltone type F # minor. Det er skrevet fire-takt.
Akkordsekvenserne er som følger (Hvert bogstav repræsenterer et beat):
vers:
A A F # m F # m D D E E
A A F # m F # m D D E E
De moler:
Bm Bm E E Bm Bm D E
Kor:
A A F # m F # m D D E E
A A F # m F # m D D E E

## Tekst
Teksten er skrevet i "Jeg / du form", tekstens "Jeg person" fortæller tekstens "Du person", at selvom han / hun ikke er hjemme, når "Du personen" vågner op næste morgen, vil han / hun vende hjem om aftenen efter han / hun arbejdede for "dupersonens" skyld hele dagen. Det anføres aldrig i teksten, hvad køn "jeget" og "dupersonen" har, men du kan antage, at "jeget" er en mand, fordi det er Eddie Meduza, der synger.

## Bagsiden af singlen
Bagsiden af singlen indeholder sangen "Honey B", der er dedikeret til Errol Norstedts daværende kæreste Hanne Mikkelsen. Ifølge Norstedt bliver Hanne "Honey" på engelsk.